# Universidad de la Ciudad y Reino de Mallorca
La Universidad de la Ciudad y Reino de Mallorca es el término con el que, durante la edad media y moderna, se denominó a la población de pleno derecho de Mallorca, incluidos los habitantes de tierras de señorío, pero generalmente y según el contexto, solía indicar el conjunto de instituciones del reino que la representaba. Tiene su origen en la Carta de Privilegios y Franquesas ( 1249 ) tras la conquista catalanoaragonesa de Jaime I el Conquistador, desde el principio se articuló bajo un sistema de régimen municipal, cuando entonces la isla estaba constituida por un único municipio.
Este sistema como todo el derecho mallorquín desapareció con los Decretos de Nueva Planta (1715).

## Contexto histórico
A principios del XIV, la realidad social, económica, política e institucional de la isla ya más compleja, llevó a las instituciones universales a adaptarse a nuevas necesidades pero sin contradecir disposiciones anteriores, adquiriendo un carácter supramunicipal garantizando, así, la representación de las villas se estableció la interlocución directa con el rey, negociando los subsidios y la acción legislativa, a veces sólo con el concurso delegado del lugarteniente real o figura equivalente.
Este régimen presentaba algunas características como la inexistencia de cortes o la dicotomía entre la ciudad y la Part Forana. La primera cuestión intentó ser solucionada por Jaime II pero la falta de consolidación de la dinastía mallorquina lo impidió. Por otra parte el envoltorio jurídico a la separación entre la ciudad y las villas foráneas no llegó hasta 1315 con Sancho I.
La base del sistema eran los prohombres que actuaban como municipio abierto y tenían la misión de garantizar las libertades que recogía la Carta. Los estamentos aparecieron por razón de trabajo y divididos caballeros, ciudadanos (militares o mercaderes) y menestrales. En 1398 la ciudad se divide en cinco parroquias en las que se inscriben los prohombres y asumen la responsabilidad de gobernar una vez cada cinco años, en 1439 se estableció el requisito de ser mayores de 25 años.

### Instituciones principales
Las instituciones más importantes de la universidad mallorquina fueron la Juraría de la Ciudad y Reino de Mallorca, que era el órgano ejecutivo. El Gran y General Consell, que era el órgano representativo territorial y estamental. 
Un caso especial es el del Sindicato Foráneo que agrupaba las instituciones de una universidad separada no subordinada, las villas de Mallorca, pero que tenía como principal función la defensa de sus intereses tanto en el Consell como en la Juraría, pero no únicamente dado que también lo hacía en defensa de sus intereses exclusivos frente al rey, con lo que su encaje bajo la universidad mallorquina es discutible.

### Límites a su jurisdicción
No se encontraban bajo la jurisdicción de la Universidad:
- Los miembros activos de la administración real y los familiares de la casa del rey.
- El clero, si bien podía tener alguna obligación tributaria, ya veces cooperaba en actos universales.
- Los judíos, que dependían directamente del rey y tenían su propia universidad, el aljama .

Tampoco existía ningún tipo de relación jerárquica respecto de las universidades de Menorca ni de Ibiza; sin embargo, la mayor capacidad de interlocución de la mallorquina con el rey y sus funcionarios, hizo que los acuerdos legislativos alcanzados por los mallorquines fueran la principal fuente del derecho de las demás islas mediante la petición expresa de la transposición de las normas, adaptadas si fuera necesario. 
Esto hizo que la legislación territorial del conjunto de las islas mantuviera una alta homogeneidad. Por el contrario, cuando existían disposiciones reales que afectaban al conjunto de las islas esta supervisión siempre era ejercida por las instituciones de la universidad mallorquina, por ejemplo la acuñación de la moneda mallorquina, 

## Fondo documental en el Archivo del Reino de Mallorca

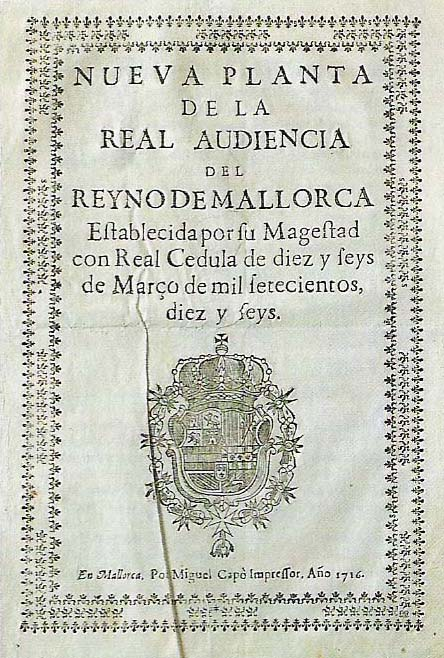
El Decreto de Nueva Planta suprimió la institución de la Universidad.

Las series documentales reflejan la actividad de la institución en cumplimiento de sus funciones. Las de gobierno, producidas en la Escribania de la Universitat, se reflejan en los Llibres de determinacions, que recogen las deliberaciones y acuerdos tanto del Consell de Ciutat como del Gran i General Consell, y también en series referidas a la gestión y actuación de los Jurados: los Llibres extraordinaris, donde se recogen las actuaciones y decisiones sobre los asuntos que los Jurados resolvían directamente o por comisión, las Lletres missives y excepcionalmente Lletres missives i rebudes, registros de las cartas expedidas por ellos a otras autoridades y personas particulares y también de cartas recibidas; la serie de Extraccions dels Oficials de la Universitat, conocida también como Sac i sort, que recoge la elección de los oficios y cargos municipales, las de Cartes als Jurats, que agrupa la correspondencia original dirigida a ellos clasificada por los nombres de los personajes expedidores de las mismas, la de Testaments dels Jurats, que agrupa la correspondencia original dirigida a ellos clasificada por los nombres de los personajes expedidores de las mismas la de Testaments dels Jurats, registros que contienen las memorias de los Jurados al finalizar su mandato, o la de Suplicacions al Lugarteniente real. Dentro de la función de gobierno y administración, hay que señalar también la documentación producida por el Mostassaf, oficio creado en el siglo XIV y encargado de la vigilancia de los pesos y medidas y de la calidad de las mercancías en los mercados, del buen estado de las calles y caminos, muros y paredes, de la apertura de ventanas y vanos y de la policía urbana en general; los Caps de guaita, especie de auxiliares ejecutivos que también velaban por la noche contra los alborotadores y portadores de armas; el Cequier, encargado de la buena distribución del agua y riego y de su consumo; el Maiol, responsable de los huérfanos; o los Morbers, cuya misión era informar a los Jurados en materia de salud pública para que éstos pudieran velar por ella y condenar a los infractores, etc.
Dentro de esas mismas funciones estaban las de asegurar el abastecimiento alimentario del Reino durante las épocas de carestía, sobretodo en lo que respecta a los cereales, y también las de defensa. Respecto a la primera aparecen las diversas series correspondientes a la administración del trigo; mientras que el tema de la defensa se ve plasmado en los Llibres de llistas de la fortificació o los Llibres de pagaduria.
Las diversas modalidades de la gestión económica se reflejan también en las series documentales: la administración fiscal de los impuestos directos mediante los Llibres de talles, donde aparecen los nombres de los contribuyentes, su filiación social, domicilio y cuota asignada. Ésta se fijó mediante la distribución de los cupos establecidos en 1315 hasta que en la segunda mitad del siglo XVI la estimación patrimonial pasó a ser personal, en cumplimiento de las disposiciones de Fernando Católico de principios de siglo. Así aparecieron las series de Estims generals, con volúmenes referidos a la ciudad y a cada una de las villas foráneas. En la gestión de los impuestos indirectos aparecen los Llibres de deudes y los Llibres de restes, en los que se consignan, respectivamente, los arrendamientos anuales de las imposiciones municipales y las cantidades pendientes de pago de ejercicios vencidos por parte de los arrendadores. Una sección de fondo aparte es la correspondiente al órgano administrador de la gabela de la sal, impuesto sobre el consumo de este producto instaurado en 1425, cuya administración comprende 12 series que abarcan desde las ventas de sal, los ingresos y gastos generales, hasta la gestión de la deuda pública consignada sobre el producto de ese impuesto.
La deuda pública constituyó el caballo de batalla del gasto público y su imparable expansión durante el siglo XIV condujo a la situación ya planteada a principios del XV